# André Martinet
André Martinet (Saint-Alban-des-Villards, Savoia, 12 d'abril de 1908 - Châtenay-Malabry, 16 de juliol de 1999), lingüista francès, representant del corrent conegut com a funcionalisme. En fonologia, Martinet és potser el millor i més fidel continuador de Trubetzkoy, a qui completa i corregeix en diferents punts.
Professor agregat d'anglès, va defensar el 1937 les seves dues tesis de doctorat: La geminació consonàntica d'origen expressiu en les llengües germàniques i La fonologia de la paraula en danès. S'inicià en la lingüística amb les obres d'Otto Jespersen i el Cercle de Copenhague i a París fou alumne de Meillet. Entre 1932 i 1938 aprèn la teoria fonològica del Cercle de Praga i manté correspondència especialment amb Trubetzkoy; ensems, assisteix al naixement de la glosemàtica del seu amic Hjelmslev
De 1938 a 1946 va ser cap d'estudis a l'Escola Pràctica d'Alts Estudis. A continuació va dirigir la International Auxiliary Language Association a New York (1946-1948), on va contribuir a l'elaboració de la interlingua. Va ensenyar a la Universitat de Colúmbia, on va ser nomenat director del departament de lingüística (1947-1955) i va arribar a ser director de la revista Word. Allí va assimilar l'escola conductista nord-americana de Leonard Bloomfield.
El 1955 va tornar al seu lloc a l'Escola Pràctica d'Alts Estudis i va ocupar la càtedra de Lingüística general en la Sorbona; en aquells dies va compondre la seva Economia dels canvis fonètics, Berna, 1955, primera i fins al moment única gran obra de fonologia diacrònica. Va ser president de la Societat Europea de Lingüística (1966-1999) i va fundar la Societat de Lingüística Funcional i la revista La Linguistique.
Influït pel Cercle de Praga, va fundar l'aproximació funcionalista a la sintaxi (Langue et Fonction, 1962). És autor d'una vintena d'obres importants en lingüística diacrònica (la ja citada Économie des changements phonétiques, 1955) i en Lingüística general. La seva obra més coneguda, Éléments de linguistique générale (1960) ha estat traduïda a 17 llengües i ha influït a tota una generació de lingüistes francesos, i entre els espanyols es pot citar a Vidal Lamíquiz com a alumne seu. És, igualment, autor de: Syntaxe générale (1985), Fonction et dynamique des langues (1989). Ha deixat una autobiografia intel·lectual: Mémoires d'un linguiste, vivre els langues (1993).